# Smyth-rapport

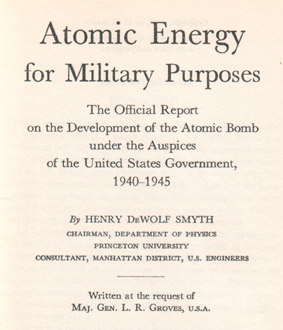
Titelpagina van het Smyth-rapport

Het Smyth-rapport is een officieel rapport van de Amerikaanse regering en behandelt onder de titel "Atomic Energy for Military Purposes" het Amerikaanse kernwapenproject gedurende de Tweede Wereldoorlog.

## Het rapport
Het verslag werd vanaf het voorjaar van 1944 gemaakt door Henry Smyth in opdracht van Leslie Groves, en behandelt uitgebreid de technische grondslag van het Amerikaanse kernwapenonderzoek. Naast de bouwgeschiedenis van de atoombom wordt ook op de organisatiestructuur van het Manhattanproject, de afzonderlijke bouwvorderingen, de historische ontwikkeling van nucleaire technologie en haar natuurkundige principes ingegaan.
In opdracht van president Harry Truman werd het Smyth-rapport op 11 augustus 1945 21:00 uur voor verspreiding via de radio, en op 12 augustus 1945 voor publicatie in de krant vrijgegeven.
Het bestaat uit ongeveer 200 pagina's en werd naast de publicaties door de Amerikaanse en Britse regering tot 1948, alleen door de uitgever Princeton University Press in acht edities uitgegeven. De eerste editie van 60.000 exemplaren door Princeton University Press was in een dag uitverkocht; de uitgever had deze editie ondanks de schaarste aan papier vanwege de oorlogstijd binnen drie weken na ontvangst van het manuscript in september 1945 in de handel gebracht. In oktober 1945 werd het verslag in een speciaal nummer van het tijdschrift Reviews of Modern Physics opnieuw gepubliceerd. Het onthullende verslag stond in schril contrast met de tot op heden strikte geheimhoudingspolitiek van de Amerikaanse overheid. De met de veiligheid belaste Leslie Groves, J. Robert Oppenheimer, Ernest O. Lawrence en anderen hadden het Smyth-rapport vóór de publicatie zodanig nagezien dat het geen gevoelige informatie bevatte, die een handleiding voor de bouw van een atoombom had kunnen opleveren.